# Tchitchiovo (oblast de Moscou)
Tchitchiovo (en russe : Чичёво) est un hameau situé dans l’oblast de Moscou, dans l’ouest de la Russie. Il est traversé par la rivière Desna. Il comprenait 11 habitants en 2010.

## Histoire
Le village fait partie en 1926 du soviet rural de Barychovo de la volost d'Ilinski Pogost de l'ouïezd d'Egorievsk dans le gouvernement de Moscou. Il y avait un atelier de production de boutons et la population s'élevait à 263 habitants. La population du village n'a cessé de diminuer ensuite jusqu'à ce qu'il devienne un simple hameau.
Jusqu'en 2006, Tchitchiovo faisait partie du district rural d'Ilinski Pogost du raïon d'Orekhovo-Zouïevo, aujourd'hui supprimé.